# Accesibilitate pietonală
Accesibilitatea pietonală reprezintă gradul de ușurință al mobilității pietonale. Un grad mai mare de accesibilitate pietonală aduce beneficii pentru sănătate, mediu și economie.

## Factori de accesibilitate pietonală
Factorii care afectează accesibilitatea pietonală pot include, printre altele:
- Prioritate pietonală în utilizarea străzii, cu design urban care pune în prim plan mobilitatea și siguranța pietonilor în fața altor utilizări.
- Trasee lineare pentru pietoni, fără bariere arhitecturale care să determine devieri sau terase care să ocupe cea mai mare parte a spațiului pietonal.
- Prezența sau absența și calitatea trotuarelor, cu praguri coborâte care facilitează traversarea pentru persoane de toate vârstele și capacitățile.
- Conectivitatea zonelor pietonale între ele, cu trotuare sau străzi pietonale care acoperă întregul mediu urban și cu treceri de pietoni la intervale regulate.
- Dezvoltarea cu utilizare mixtă, cu o densitate rezidențială apropiată de diverse servicii (magazine, restaurante, baruri, teatre, școli, parcuri, centre sportive, etc.).
- Prezența copacilor și a vegetației care creează umbră și evită insulele de căldură.
- Prezența mobilierului urban (cu bănci aflate la distanțe regulate), care permite odihna, și a fântânilor cu apă potabilă.
- Frecvența și varietatea clădirilor, cu distanțe apropiate, fără spații mari între ele sau parcuri urbane prea mari.
- Cartiere nu foarte mari, cu intrări frecvente în clădiri pentru a evita devierile prea lungi.
- Vizibilitate și transparență, care include iluminatul public, eliminarea elementelor care blochează vizibilitatea, cum ar fi vehiculele parcate (care pot crea locuri de ascunziș și o senzație mai mare de nesiguranță), precum și ferestre către exterior, care permit observarea străzii.